# Европско првенство у атлетици на отвореном 1938 — 100 метара за жене
Такмичење у трци на 100 метара у женској конкуренцији на Европском првенству у атлетици 1938. одржано је 17. септембра на стадиону Пратер у Бечу. Ово је било прво Европско првенство на којем су учествовале жене.

## Земље учеснице
Учествовала је 21 такмичарка из 10 земаља.
1. Белгија (1)
2. Естонија (2)
3. Летонија (1)
4. Мађарска (3)
5. Немачка (3)
6. Норвешка (3)
7. Пољска (3)
8. Уједињено Краљевство (3)
9. Холандија  (1)
10. Шведска (1)

## Рекорди
| Рекорди пре почетка Европског првенства 1938.     | Рекорди пре почетка Европског првенства 1938. | Рекорди пре почетка Европског првенства 1938. | Рекорди пре почетка Европског првенства 1938. | Рекорди пре почетка Европског првенства 1938. | Рекорди пре почетка Европског првенства 1938. |
| ------------------------------------------------- | --------------------------------------------- | --------------------------------------------- | --------------------------------------------- | --------------------------------------------- | --------------------------------------------- |
| Светски рекорд                                    | Хелен Стивенс САД                             | 11,6                                          | Кансас Сити, САД                              | 8. јун 1935.                                  |                                               |
| Светски рекорд                                    | Станислава Валасјевич Пољска                  | 11,6                                          | Варшава Пољска                                | 3. август 1937.                               |                                               |
| Европски рекорд                                   | Станислава Валасјевич Пољска                  | 11,6                                          | Варшава Пољска                                | 3. август 1937.                               |                                               |
| Рекорди Европских првенстава                      | Ово је прво Еверопско првенство за жене       | Ово је прво Еверопско првенство за жене       | Ово је прво Еверопско првенство за жене       | Ово је прво Еверопско првенство за жене       |                                               |
| Рекорди после завршетка Европског првенства 1938. |                                               |                                               |                                               |                                               |                                               |
| Рекорди Европских првенстава                      | Станислава Валасјевич Пољска                  | 11,9                                          | Беч Аустрија                                  | 17. септембар 1938.                           |                                               |

## Освајачи медаља
|                              |                    |                             |
| Станислава Валасјевич Пољска | Кете Краус Немачка | Фани Бланкерс-Кун Холандија |

## Резултати
Комплетно такмичење одржано је истог дана.

### Квалификације
Такмичарке су биле подељене у 6 неједнаких квалификационих група (од 2 до 5 такмичарки). У полуфинале су се пласирале по две првопласиране из сваке групе (КВ).
| Место | Група | Атлетичарка           | Земља                | Резултат | Бел.    |
| ----- | ----- | --------------------- | -------------------- | -------- | ------- |
| 1.    | 1     | Станислава Валасјевич | Пољска               | 11,9     | КВ, РЕП |
| 2.    | 3     | Фани Бланкерс-Кун     | Холандија            | 12,2     | КВ      |
| 3.    | 1     | Бати Лок              | Уједињено Краљевство | 12,3     | КВ      |
| 3.    | 3     | Одри Браун            | Уједињено Краљевство | 12,3     | КВ      |
| 3.    | 4     | Ида Ерл               | Немачка              | 12,3     | КВ      |
| 6.    | 2     | Кете Краус            | Немачка              | 12,4     | КВ      |
| 6.    | 4     | Дороти Сондерс        | Уједињено Краљевство | 12,4     | КВ      |
| 6.    | 5     | Марта Вретман         | Шведска              | 12,4     | КВ      |
| 9.    | 6     | Еми Албус             | Немачка              | 12,6     | КВ      |
| 10.   | 5     | Сигфрид Сивертсен     | Норвешка             | 12,7     | КВ      |
| 11.   | 4     | Илона Бала            | Мађарска             | 13,0     | КВ      |
| 12.   | 2     | Розалија Нађ          | Мађарска             | 13,2     | КВ      |
| 12.   | 3     | Осхилд Брандволд      | Норвешка             | 13,2     |         |
| 12.   | 4     | Алида Никласе         | Летонија             | 13,2     |         |
| 12.   | 2     | Отилија Калужа        | Пољска               | 13,2     |         |
| 16.   | 3     | Ана Ван Росум         | Белгија              | 13,4     |         |
| 17.   | 2     | Илсе Ус               | Естонмија            | 13,4     |         |
| 18.   | 1     | Ела Ундли             | Норвешка             | 13,2     |         |
| 18.   | 4     | Шарлота Фехер         | Мађарска             | 13,4     |         |
| 20.   | 2     | Барбара Ксионжкијевич | Норвешка             | РН       |         |
| 21.   | 2     | Алма Пармсон          | Естонмија            | РН       |         |

### Полуфинале
Такмичарке су биле подељене у 2 полуфиналне групе по 6 такмичарки. У финале су се пласирале по три првопласиране из сваке групе (КВ).
| Место | Група | Атлетичарка           | Земља                | Резултат | Бел.     |
| ----- | ----- | --------------------- | -------------------- | -------- | -------- |
| 1.    | 1     | Станислава Валасјевич | Пољска               | 11,9     | КВ, =РЕП |
| 2.    | 2     | Кете Краус            | Немачка              | 12,0     | КВ       |
| 3.    | 2     | Фани Бланкерс-Кун     | Холандија            | 12,1     | КВ       |
| 4.    | 1     | Еми Албус             | Немачка              | 12,3     | КВ       |
| 5.    | 1     | Дороти Сондерс        | Уједињено Краљевство | 12,3     | КВ       |
| 6.    | 2     | Ида Ерл               | Немачка              | 12,3     | КВ       |
| 7.    | 1     | Одри Браун            | Уједињено Краљевство | 12,4     |          |
| 8.    | 2     | Бати Лок              | Уједињено Краљевство | 12,5     |          |
| 9.    | 1     | Розалија Нађ          | Мађарска             | 13,0     |          |
| 10.   | 1     | Сигфрид Сивертсен     | Норвешка             | 13,0     |          |
| 11.   | 2     | Илона Бала            | Мађарска             | 13,2     |          |
| -     | 2     | Марта Вретман         | Шведска              | НЗ       |          |

### Финале
| Место | Атлетичарка           | Земља                | Резултат | Бел. |
| ----- | --------------------- | -------------------- | -------- | ---- |
|       | Станислава Валасјевич | Пољска               | 11,9     | =РЕП |
|       | Кете Краус            | Немачка              | 12,0     |      |
|       | Фани Бланкерс-Кун     | Холандија            | 12,0     |      |
| 4.    | Дороти Сондерс        | Уједињено Краљевство | 12,3     |      |
| 5.    | Ида Ерл               | Немачка              | 12,3     |      |
| 6.    | Еми Албус             | Немачка              | 12,4     |      |